# Schächental
Das Schächental ist ein Seitental der Reuss im Schweizer Kanton Uri.
Der Talname ist vom Fliessgewässer Schächen abgeleitet, das die Niederschläge und das Schmelzwasser aus einer ausgedehnten Bergregion aufnimmt und sie zur Reuss und damit in den Vierwaldstättersee transportiert.

## Geographie
Drei Ortschaften liegen im Schächental:
- Bürglen
- Spiringen
- Unterschächen

Im Osten beginnt das Tal am Klausenpass, von dem der Niemerstafelbach als einer der Quellbäche des Schächen gegen Westen abfliesst. Auf der Nordseite hat es recht steile Bergflanken vom Glatten bis zum Rophaien (Hauptgipfel Schächentaler Windgällen und Rossstock), die nicht durch Seitentäler unterbrochen sind, sondern nur einige steile Entwässerungsrinnen aufweisen. Grössere Bergbäche sind der Gangbach bei Witerschwanden, der  Guggibach bei Trudelingen und der Holdenbach bei Brügg. Von Bürglen und von Spiringen führt der Bergübergang Chinzig Chulm auf 2037 m. ü. M. ins Hürital im Kanton Schwyz nach Muotatal.
Die Südseite des Schächentals ist stärker gegliedert. Die Berghänge nördlich des Massivs mit den über 3000 m hohen Clariden, Chammliberg, Schärhorn, Gross Ruchen und Gross Windgällen geben Raum für zahlreiche Alpwirtschaftsbetriebe. Das Haupttal ist durch drei nach Süden ausgerichtete Seitentäler getrennt, das Brunnital, das Sulztal und das Riedertal. Das Brunnital wird durch den Brunnibach oder den Hinter Schächen, das Sulztal durch den Sulzbach und den Plattisee auf 2098 m. ü. M. und das Riedertal durch den Riedertaler Bach entwässert.

Schächental abwärts, historisches Luftbild von 1925, aus 3300 Metern Höhe von Walter Mittelholzer
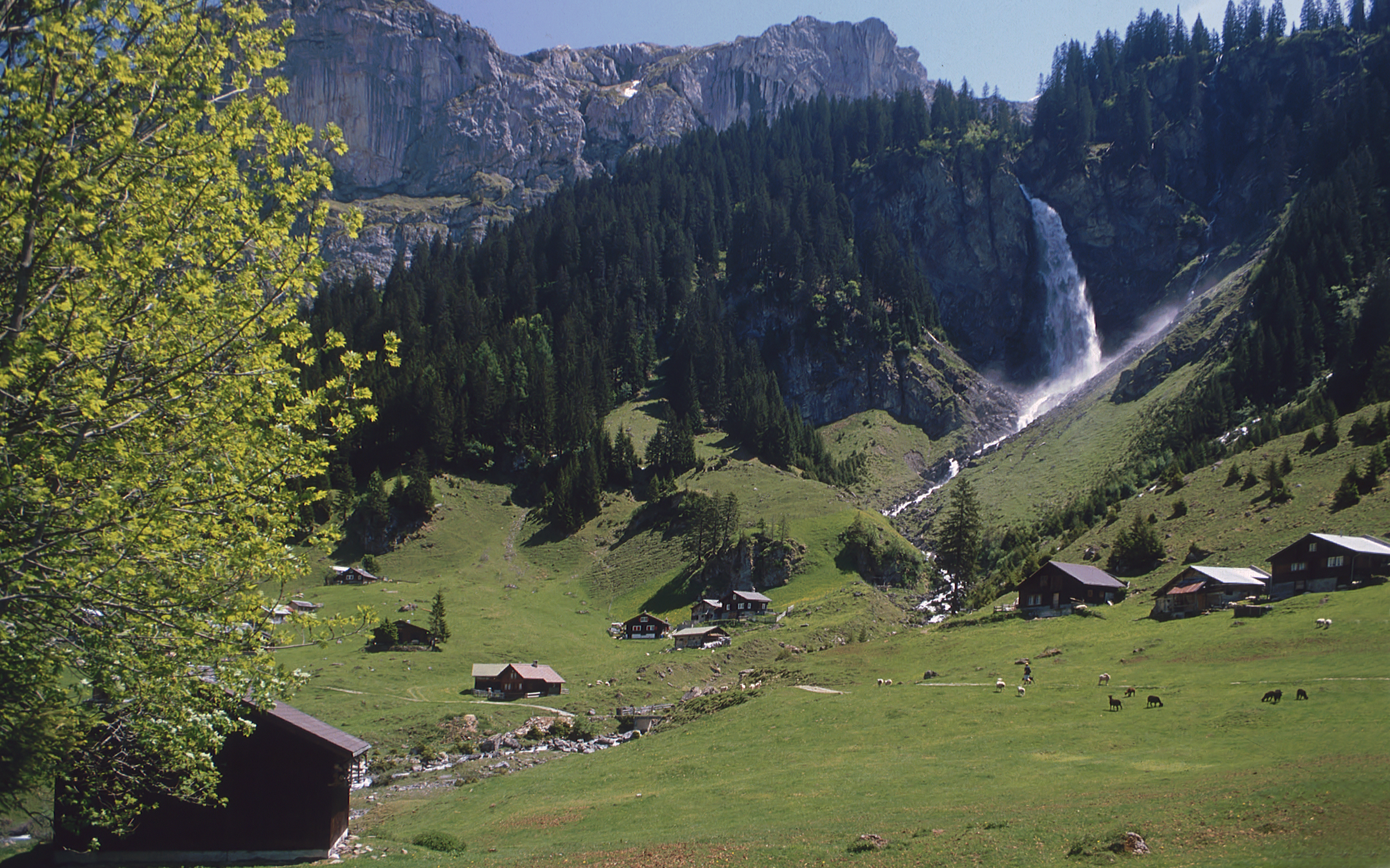
Alp Äsch mit Stäubifall
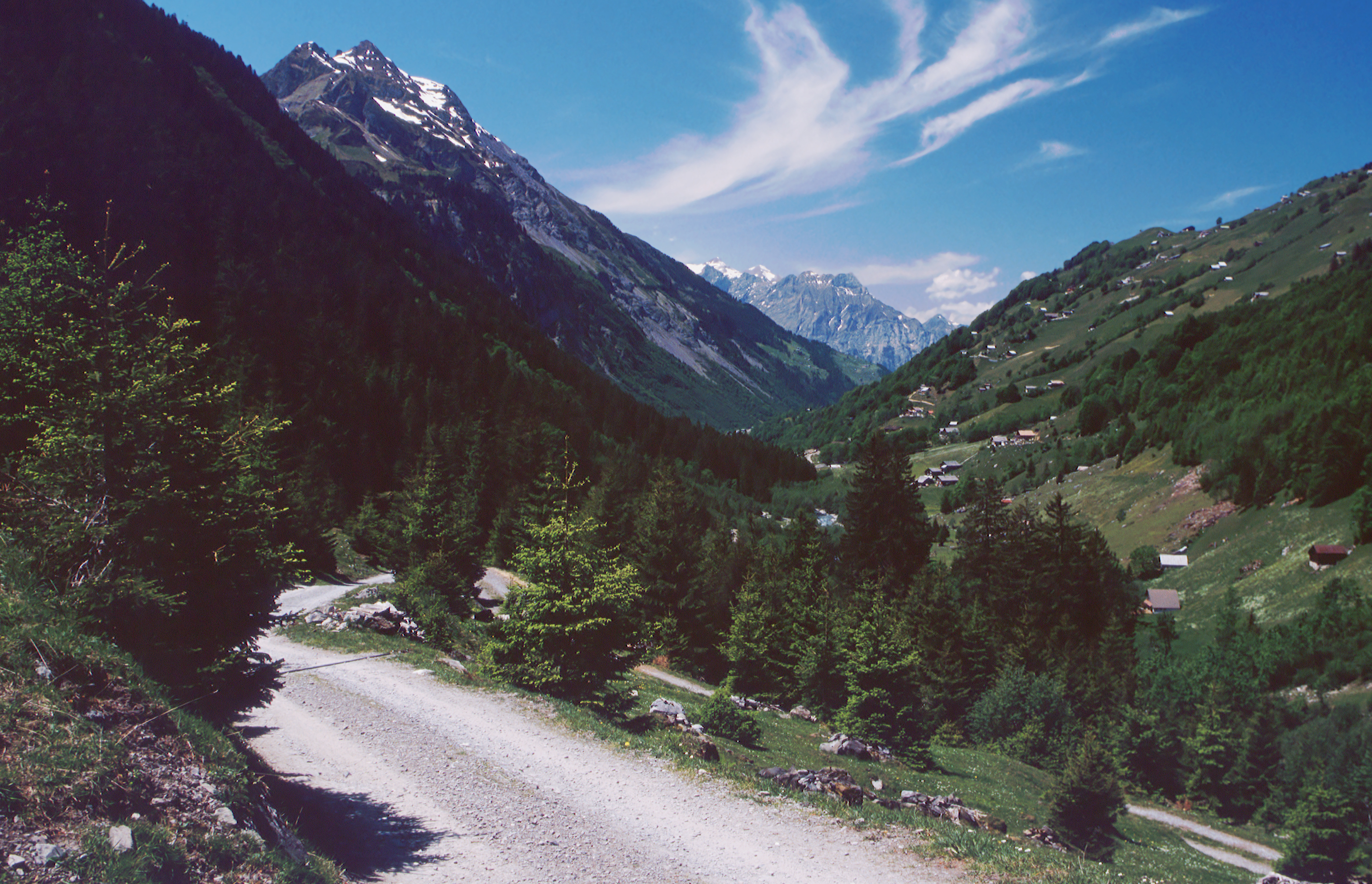
Von Äsch nach Unterschächen
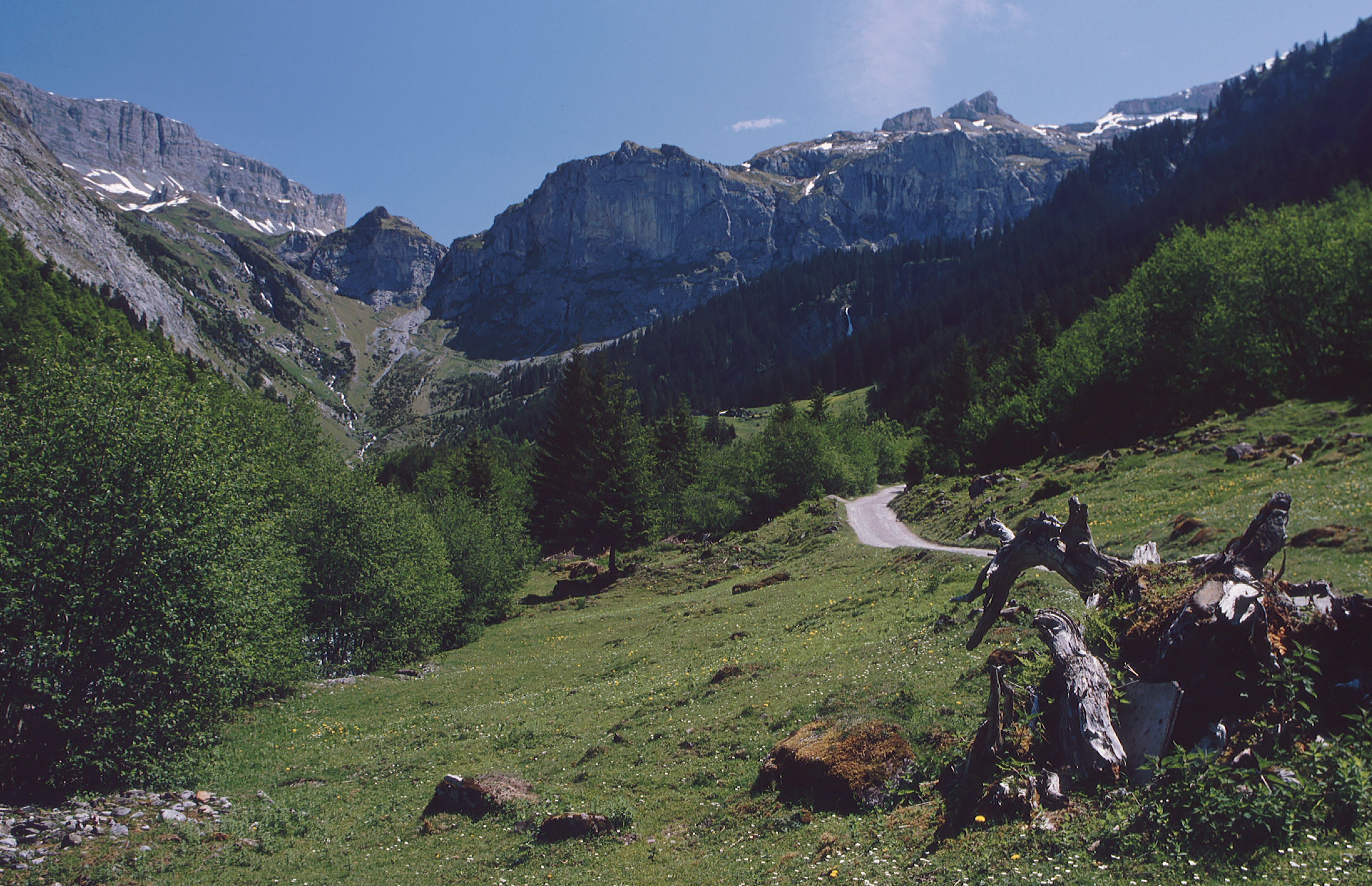
Von Unterschächen nach Äsch
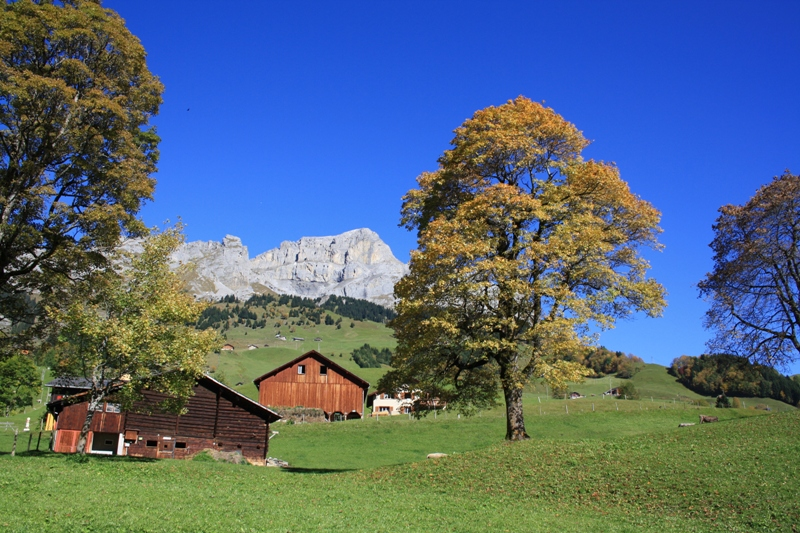
Schächentaler Windgällen
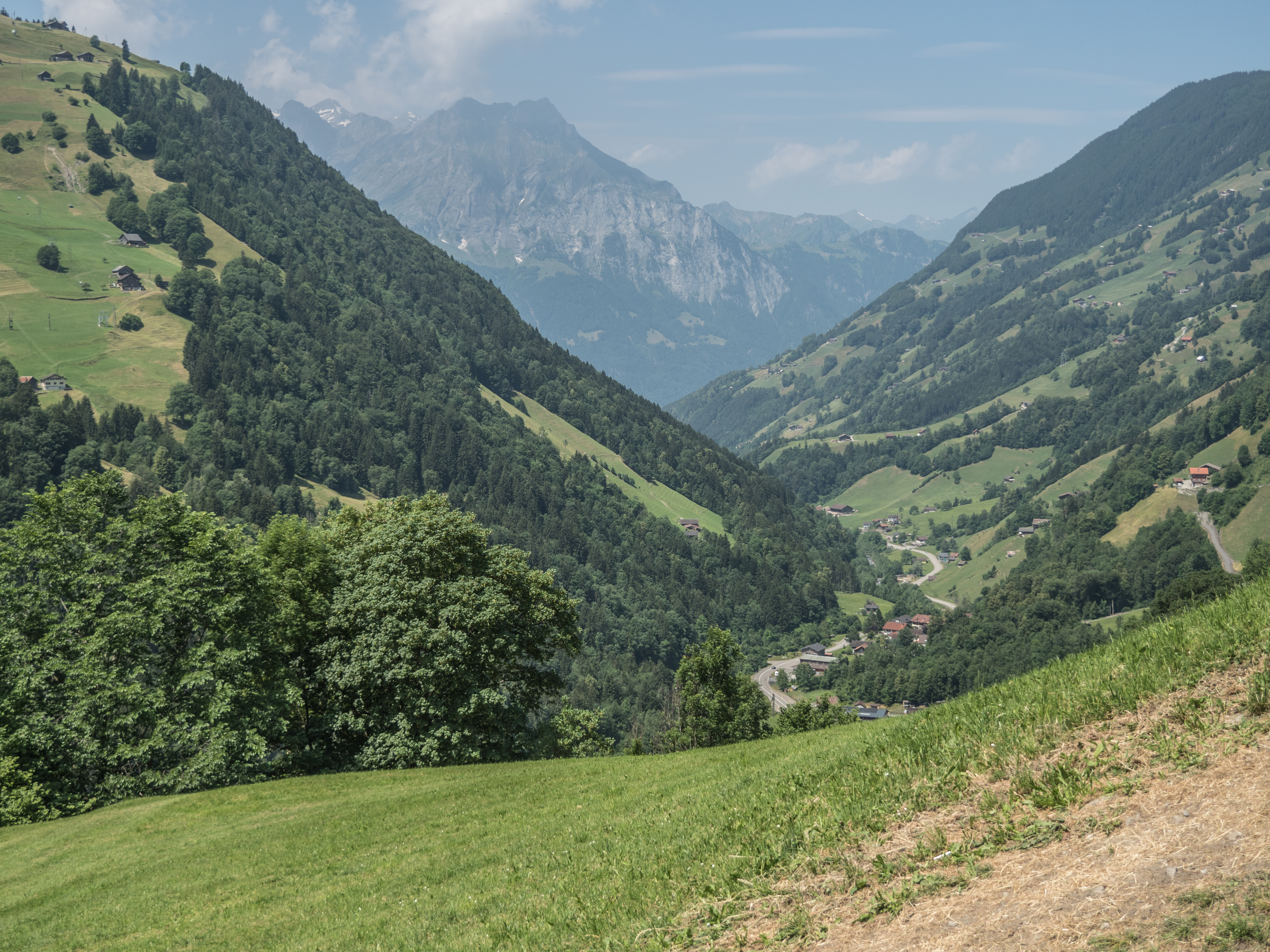
Blick von Spiringen talabwärts

## Seitentäler
Die beiden wichtigsten Seitentäler des Schächentals sind das Brunnital (nicht zu verwechseln mit dem Brunnital des Maderanertals) und das Riedertal.

### Brunnital

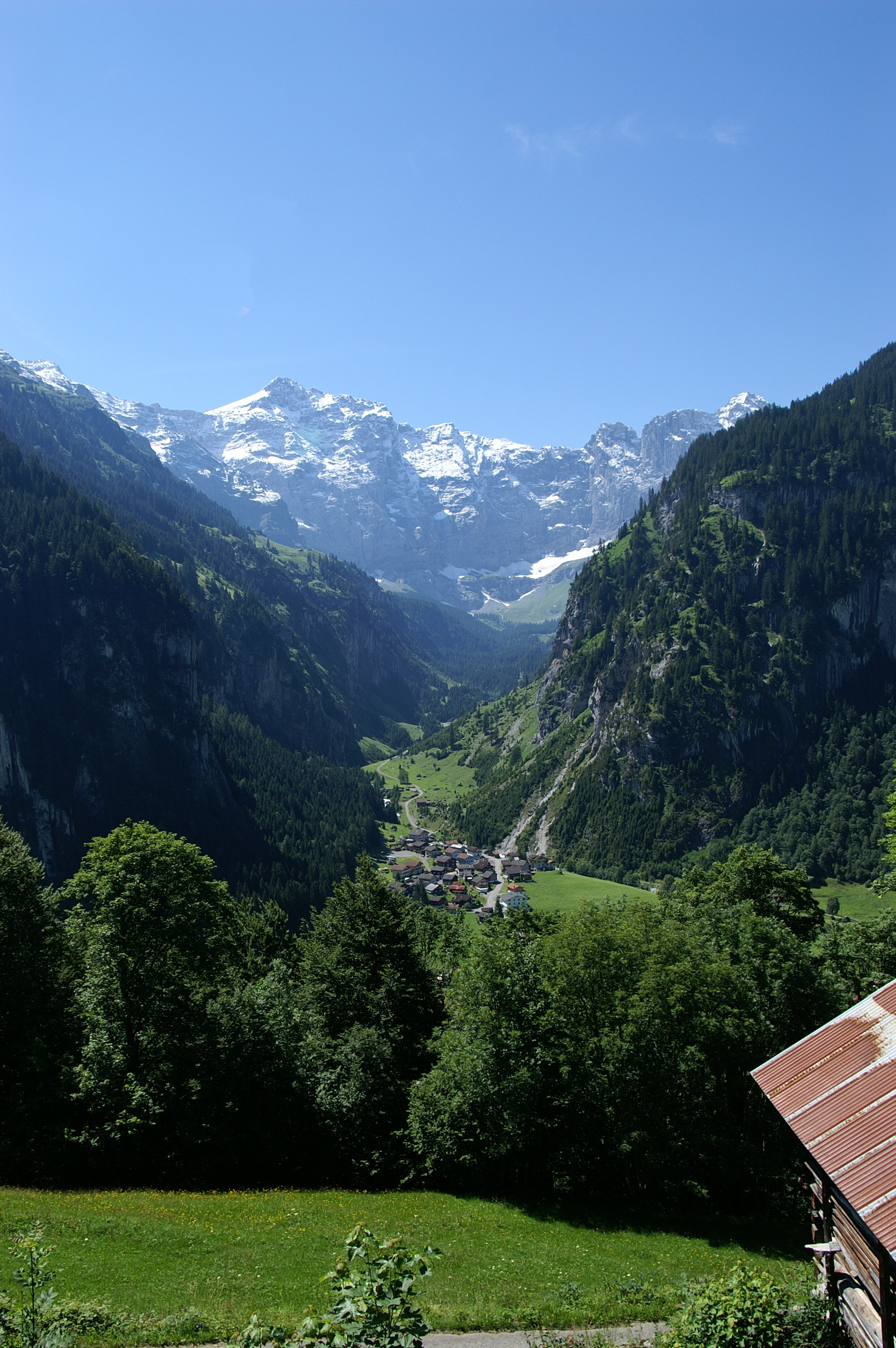
Blick von der Klausenpassstrasse in das Brunnital

Das Brunnital ist ein etwa sechs Kilometer langes südliches Seitental des Schächentals im Schweizer Kanton Uri. Den hintersten Talabschluss bilden die steilen Nordwände des Gross Ruchen (3138 m ü. M.), die Gross Windgällen (3187 m ü. M.) und das westliche Griesstal. Ab Brunnialp fliesst der Hinter Schächen, auch Brunnibach genannt, in Unterschächen mit dem Vorder Schächen (von Äsch kommend) zum Schächen zusammen. Im hinteren Tal liegt auf rund 1400 m ü. M. die Alp Brunni (Brunnialp). Im mittleren Tal in 1090 m ü. M. führt eine Seilbahn auf die orografisch linke Talseite zur Sittlisalp in 1617 m ü. M. Auf der rechten Talseite, ebenfalls hoch über dem Brunnibach, befindet sich die Alp Trogen (Trogenalp).
Im Sommer ist das Tal ein beliebtes Wandergebiet und der hintere Talabschluss ein Klettergebiet. Im Winter ist es Ausgangspunkt für Skitouren auf den Gross Ruchen und ins Griesstal. Im Winter kann auch Eisklettersport betrieben werden.

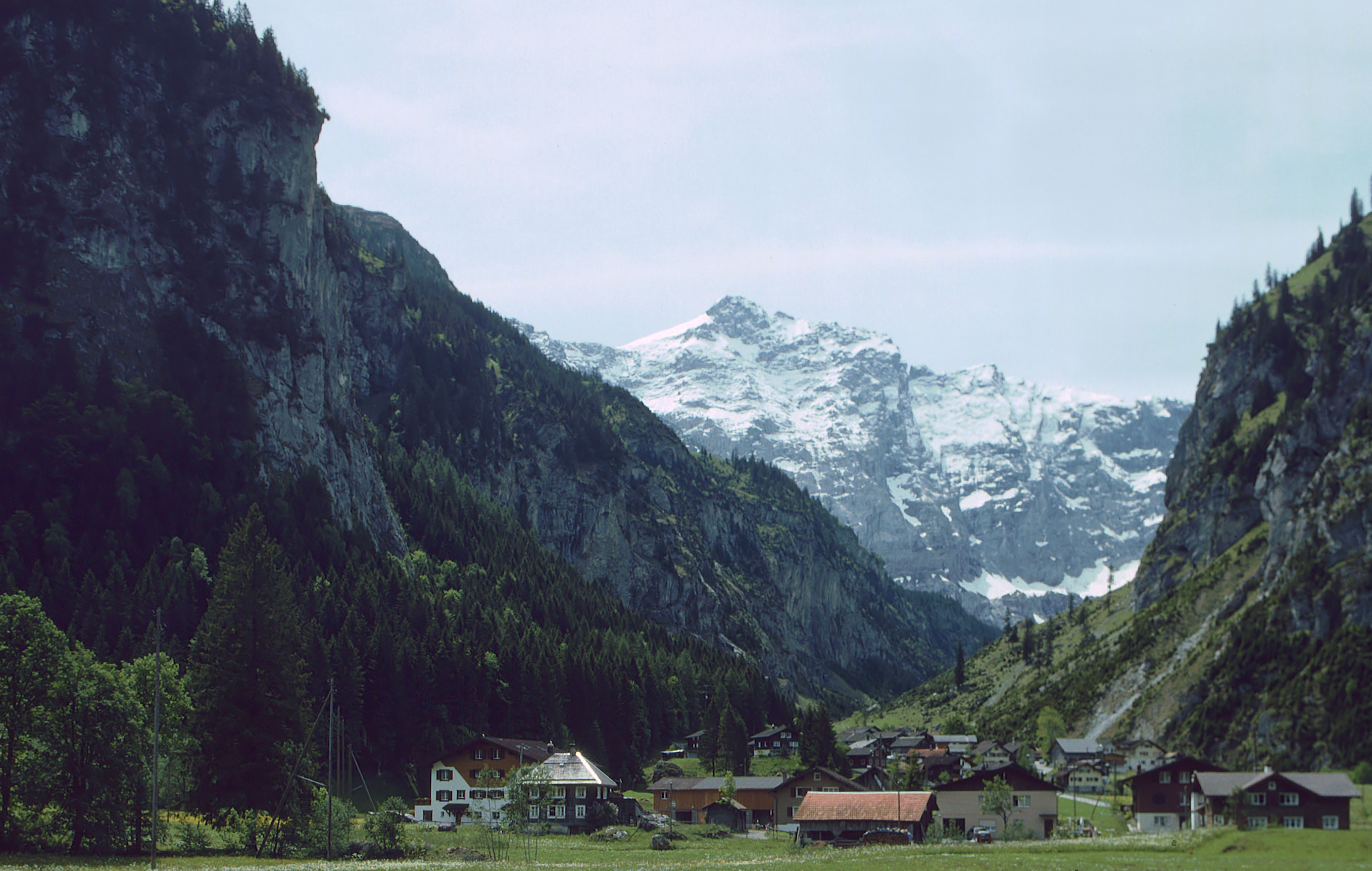
Unterschächen am Eingang des Brunnitals
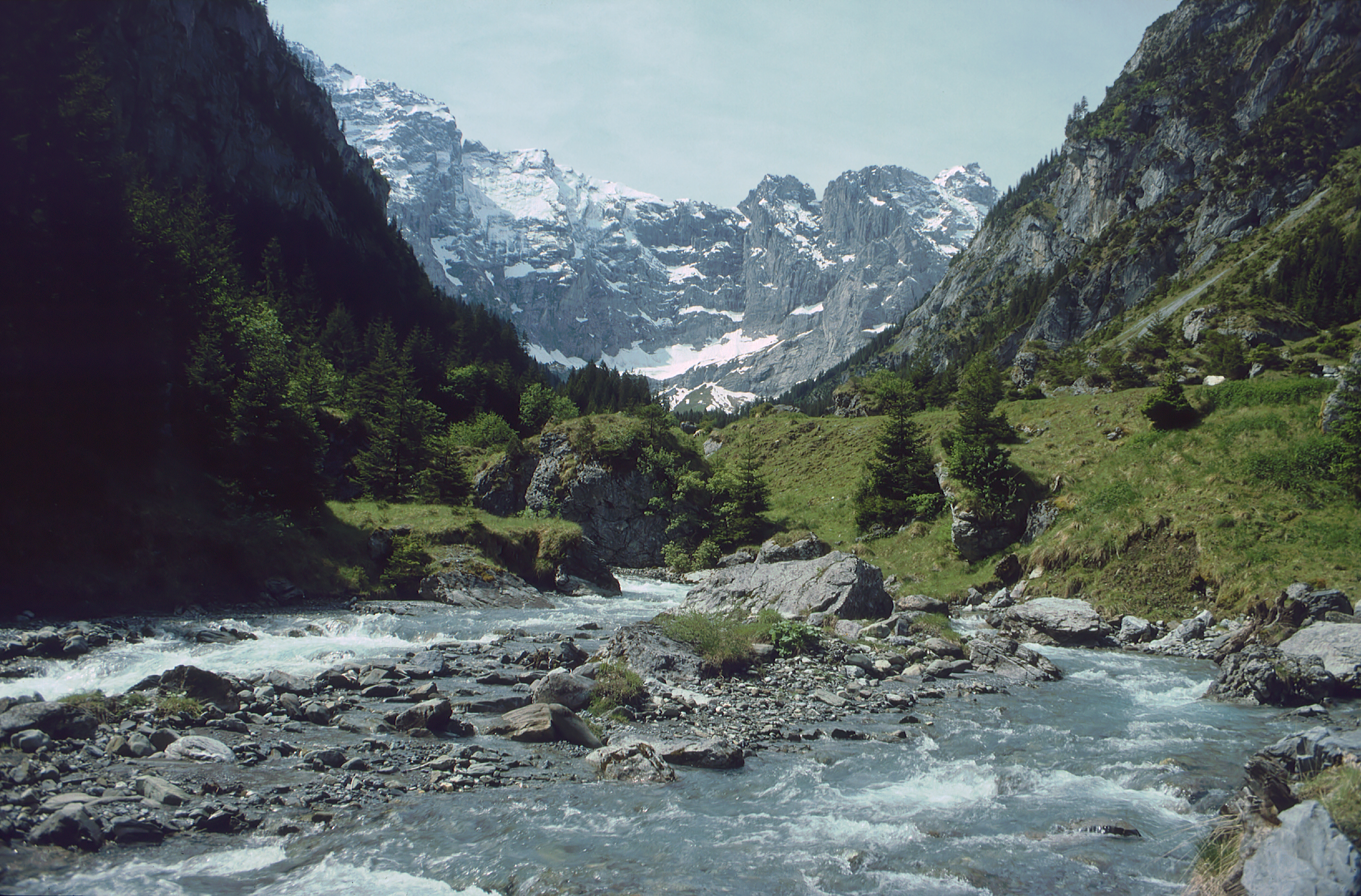
Der Brunnibach oder "Hinter Schächen"